# Poecilopsis strobioni
Poecilopsis strobioni là một loài bướm đêm trong họ Geometridae.